# Championnat de Finlande de football 1960
Navigation
Saison précédente Saison suivante
La saison 1960 du Championnat de Finlande de football était la 30e édition de la première division finlandaise à poule unique, la Mestaruussarja. Les douze meilleurs clubs du pays jouent les uns contre les autres à deux reprises durant la saison, à domicile et à l'extérieur. À la fin de la compétition, les 3 derniers du classement sont relégués et remplacés par les 3 meilleurs clubs d'Ykkonen, la deuxième division finlandaise.
À l'issue d'un parcours quasi parfait (20 victoires, un nul et une seule défaite), le Haka Valkeakoski remporte le championnat en terminant en tête du classement final, avec 13 points d'avance sur le TPS Turku et 14 sur le KIF Helsinki, promu d'Ykkonen. Le tenant du titre, le HIFK, ne prend que la 5e place, à 18 points du Haka, dont c'est le tout premier titre national. Le champion réussit même le doublé en s'imposant face au RU-38 Pori en finale de la Coupe de Finlande.

## Les 12 clubs participants
| - HPS Helsinki - Pallo-Pojat Helsinki - TPS Turku - HIFK - VIFK Vaasa - Drott Pietarsaari - Promu de Ykkonen | - HJK Helsinki - RU-38 Pori - Haka Valkeakoski - KIF Helsinki - Promu de Ykkonen - KuPS Kuopio - TKT Tampere - Promu de Ykkonen |

## Compétition

### Classement
Le barème de points servant à établir le classement se décompose ainsi :
- Victoire : 2 points
- Match nul : 1 point
- Défaite : 0 point

| Rang | Équipe               | Pts | J  | G  | N | P  | Bp | Bc | Diff |
| ---- | -------------------- | --- | -- | -- | - | -- | -- | -- | ---- |
| 1    | Haka Valkeakoski C   | 41  | 22 | 20 | 1 | 1  | 78 | 23 | +55  |
| 2    | TPS Turku            | 28  | 22 | 13 | 2 | 7  | 72 | 43 | +29  |
| 3    | KIF Helsinki P       | 27  | 22 | 12 | 3 | 7  | 51 | 41 | +10  |
| 4    | HPS Helsinki         | 26  | 22 | 10 | 6 | 6  | 51 | 38 | +13  |
| 5    | HIFK T               | 23  | 22 | 9  | 5 | 8  | 57 | 43 | +14  |
| 6    | KuPS Kuopio          | 23  | 22 | 8  | 7 | 7  | 47 | 47 | 0    |
| 7    | Pallo-Pojat Helsinki | 23  | 22 | 10 | 3 | 9  | 41 | 47 | -6   |
| 8    | VIFK Vaasa           | 19  | 22 | 7  | 5 | 10 | 41 | 49 | -8   |
| 9    | HJK Helsinki         | 18  | 22 | 5  | 8 | 9  | 44 | 51 | -7   |
| 10   | RU-38 Pori           | 17  | 22 | 6  | 5 | 11 | 31 | 45 | -14  |
| 11   | TKT Tampere P        | 10  | 22 | 4  | 2 | 16 | 35 | 82 | -47  |
| 12   | Drott Pietarsaari P  | 9   | 22 | 2  | 5 | 15 | 26 | 65 | -39  |

|  | Qualification pour la Coupe d'Europe des clubs champions 1961-1962                      |
|  | Relégation en deuxième division                                                         |
|  | T Tenant du titre C Vainqueur de la Coupe de Finlande P Club promu de deuxième division |

## Bilan de la saison
| Championnat de Finlande de football 1960                  |                              |
| Champion                                                  | Haka Valkeakoski (1er titre) |
| Coupes et trophées                                        |                              |
| Vainqueur de la Coupe de Finlande 1960                    | Haka Valkeakoski             |
| Qualifications continentales                              |                              |
| Coupe d'Europe des clubs champions 1961-1962 Premier tour | Haka Valkeakoski             |
| Promotions et relégations                                 |                              |
| Promus en Mestaruussarja                                  | Reipas Lahti                 |
| Promus en Mestaruussarja                                  | TaPa Tampere                 |
| Promus en Mestaruussarja                                  | TuTo Turku                   |
| Relégués en Ykkonen                                       | RU-38 Pori                   |
| Relégués en Ykkonen                                       | TKT Tampere                  |
| Relégués en Ykkonen                                       | Drott Pietarsaari            |